# Papa Júlio II
Júlio II (em latim: Iulius II), O.F.M., nascido Giuliano della Rovere, (Albisola Superiore, 5 de dezembro de 1443 — Roma, 21 de fevereiro de 1513) foi um sacerdote católico italiano que serviu como o 216º Papa da Igreja Católica e Governante dos Estados Pontifícios desde sua eleição em 1 de novembro de 1503 até a sua morte. Foi alcunhado por seus contemporâneos como "O Papa Guerreiro" (il Papa guerriero) devido sua habilidade em negociações políticas e formação de alianças militares em meio aos conflitos continentais com outras potências regionais da época. Paralelamente, Júlio II tornou-se um dos mais influentes e poderosos líderes católicos romanos de seu período, sendo frequentemente citado como uma das figuras proeminentes do Alto Renascimento. Como resultado de suas políticas durante as Guerras Italianas, os Estados Papais aumentaram seu poder e centralização e o cargo de papado continuou a ser crucial, diplomaticamente e politicamente, durante todo o século XVI na Itália e na Europa.
Oriundo da Casa de Della Rovere, uma importante família ducal da Ligúria, Júlio II foi responsável por modernizar o aparato militar dos Estados Papais, como a formalização da Guarda Suíça, ampliando consideravelmente os territórios dentro da Península Itálica sob controle direto do Papado. No aspecto político, seu pontificado foi caracterizado principalmente pelo aprimoramento das relações diplomáticas do Vaticano com o restante da Cristandade, em especial com as monarquias católicas europeias. Paralelamente, Júlio II destacou-se como um mecenas de artistas renomados do período e seus esforços em patrocinar a arte e educação como formas de propagar a fé católica resultaram em uma grande concentração de coleções de arte depositadas no Vaticano até os dias atuais. Júlio II é o fundador dos Museus Vaticanos, o mediador dos acordos que resultaram na assinatura do Tratado de Tordesilhas e o incentivador do projeto de reforma em larga escala que remodelou completamente a Basílica de São Pedro.

## Biografia
Giuliano della Rovere nasceu em Albisola, perto de Savona, na República de Gênova. Ele era de uma família nobre mas empobrecida, o filho de Raffaelo della Rovere e Theodora Manerola, uma senhora de ascendência grega. Ele tinha três irmãos: Bartolomeo, um frade franciscano que se tornou bispo de Ferrara (1474-1494); Leonardo; e Giovanni, prefeito da cidade de Roma (1475-1501) e Príncipe de Sorea e Senigallia. Ele também teve uma irmã, Lucina (mais tarde a mãe do cardeal Sisto Gara della Rovere). Giuliano foi educado por seu tio, pe. Francesco della Rovere, O.F.M. entre os franciscanos, que o levaram sob sua responsabilidade especial. Mais tarde, foi enviado por este mesmo tio (que na época se tornara Ministro Geral dos Franciscanos (1464-1469)), ao convento franciscano em Perugia, onde estudou as ciências na Universidade. 
Della Rovere, quando jovem, mostrava traços de ser rude, grosseiro e mal-educado. Durante o final da década de 1490, ele conheceu mais de perto o cardeal Medici e o sobrinho (ambos parentes), e as duas dinastias tornaram-se aliadas desconfortáveis no contexto da política papal. Ambas as casas desejavam o fim da ocupação das terras italianas pelos exércitos da França. Ele parecia menos entusiasmado pela teologia; antes, Strathern argumenta que seus heróis imaginários eram líderes militares como Frederic Colonna.
Era sobrinho do papa Sisto IV, que o tomou a seu especial cuidado, sendo educado pelos Franciscanos e mais tarde enviado para um convento em La Pérouse para se formar em ciências. Não se crê, no entanto que se tenha juntado à ordem fundada por São Francisco de Assis. Pouco depois de o seu tio ser eleito Papa, foi nomeado bispo de Carpentras, em França. No mesmo ano, em um ato de literal nepotismo, é promovido a cardeal em San Pietro in Vincole, Roma, a mesma igreja ocupada por seu tio. Culpado de simonia e pluralismo (ser titular de mais de uma "beneficiência"), deteve vários cargos poderosos simultaneamente: graças ao tio, obteve grande influência, sendo nomeado arcebispo de Avinhão e outras oito dioceses. Como legado papal foi enviado a França em 1480, onde ficou quatro anos. A sua influência cresceu ainda mais durante o pontificado de Inocêncio VIII.
Existia rivalidade entre ele e Rodrigo Borgia. Quando o papa Inocêncio morreu em 1492, Rodrigo Bórgia e Ascanio Sforza fizeram um acordo secreto ficando o primeiro como papa (Alexandre VI) e conseguindo a eleição com grande maioria no conclave. Giuliano della Rovere refugiou-se na costa italiana, em Ostia, e regressou pouco depois a Paris, onde incitou o rei Carlos VIII de França a enveredar pela conquista de Nápoles. Acompanhando o rei francês na campanha, entrou com ele em Roma, e moveu forças para promover a convocação de um concílio para investigar a conduta do papa Alexandre VI. Este último, porém, tinha um dos ministros do rei (Briçonnet) como aliado e evitou a convocação. Quando o papa morreu em 1503, Giuliano della Rovere apoiou a eleição do cardeal Piccolomini de Milão, que seria o papa Pio III, mas este morreu em pouco mais de um mês devido a doença incurável. Della Rovere usou então as suas capacidades diplomáticas para obter o apoio de César Bórgia e foi eleito com o voto unânime dos cardeais.

## Pontificado de Júlio II
Enquanto Papa Júlio II conseguiu ter rara determinação e coragem para se livrar dos diversos poderes sob os quais se encontrava a autoridade papal existente. Por estratagemas astutos tornou impossível a permanência dos Borgia nos Estados papais. Usou a sua influência para reconciliar as casas dos Orsini e dos Colonna. 
Em 1508, forma com Luís XII de França, o imperador Maximiliano e o rei Fernando II de Aragão a Liga de Cambrai contra a República de Veneza. Um grande acontecimento do seu pontificado foi a convocação do Quinto Concílio de Latrão
A Portugal sancionou o Tratado de Tordesilhas, em 1506, depois de receber uma embaixada do rei D. Manuel I liderada por D.Diogo de Sousa, arcebispo de Braga.
Promoveu a criação da Liga Santa em 1511, para tentar expulsar Luís XII de França do norte da Itália.
Recebeu, em 1513, mais uma monumental embaixada de D. Manuel, chefiada por Tristão da Cunha, para impressionar o Papa com as riquezas acumuladas. Uma das inúmeras novidades que encantaram os espíritos curiosos das cortes europeias da época terá sido sem dúvida o elefante trazido das Índias, que assumiu, então, um papel preponderante na arte italiana.
Júlio II, comandando exércitos - contrariando as regras da própria Igreja que proibiam o papa de participar de campanhas militares pessoalmente -, conquistou territórios para os Estados Pontifícios, anexando as regiões de Parma, Ferrara e Módena.
Ele vendia indulgências (Diminuição da Pena temporal no Purgatório) aos cristãos para financiar a construção de uma nova basílica de São Pedro, era amigo e mentor dos famosos pintores Bramante, Rafael e Michelangelo. Foi durante o seu papado, inclusive, que Michelangelo pintou o icônico teto da Capela Sistina.
Em seus nove anos de papado, teve várias amantes, comprovadamente uma filha.
Foi o responsável pela expulsão da família Bórgia, de quem era adversário, dos Estados Papais.
Morreu em 21 de fevereiro de 1513. Encontra-se sepultado em San Pietro in Vincoli em Roma.